# Los Abuelos de la Nada
Los Abuelos de la Nada est un groupe argentin de pop et rock, originaire de Buenos Aires. Il est l'un des pionniers de la musique rythmique et du rock psychédélique en Argentine. Cependant, après deux ans, le groupe se sépare. Le groupe se reconstitue avec une nouvelle formation (Miguel Abuelo, Daniel Melingo, Polo Corbella, Andrés Calamaro, Gustavo Bazterrica et Cachorro López) à partir de 1981, année où il connaît ses plus grands succès. Pour cette deuxième étape, Miguel Abuelo relance le groupe avec de très jeunes musiciens qui faisaient leurs premiers pas dans le rock, et donne au groupe un style joyeux, décontracté et pop, en phase avec le mouvement « musique de divertissement » du début des années 1980. Ils deviennent rapidement l'un des principaux groupes de rock national des années 1980, grâce à leurs chansons entraînantes et à l'excellent duo artistique formé par Miguel Abuelo et le jeune Andrés Calamaro.
Los Abuelos de la Nada sont très bien accueillis par la critique : La liste des 100 chansons de rock argentines les plus remarquables selon Rolling Stone et MTV classe leurs chansons Himno de mi Corazón (50e) et Mil horas (14e) ; un classement similaire réalisé par rock.com.ar en 2007 leur attribue respectivement les 13e et 77e places, et une autre avec Les 500 meilleures chansons de rock ibéro-américain par le magazine américain Al Borde en 2006 leur attribue respectivement les 213e et 38e places.

## Histoire
Vers mars 1968, ils enregistrent un single avec les chansons Diana Divaga (avec Claudio Gabis) et Tema en Flu sobre el Planeta (avec Pappo). La même année, ils participent au premier récital de rock progressif argentin organisé par le label Mandioca, auquel participent Manal et Cristina Plate. Cependant, l'hystérie de Miguel produit chanson après chanson ne terminent pas une bonne soirée, le disque sortira avec la signature de Miguel et non celle du groupe.
En octobre de la même année, ils participent au premier festival Rock y Pop qui se tient à l'Estadio de Vélez Sarsfield avec Charly García, Fito Páez, Zas, Virus, Sumo, Nina Hagen, INXS, Juan Carlos Baglietto, John Mayall entre autres, participant à la première journée du 11. La pluie (précédée de grêle), la boue intense, les défauts de son et la mauvaise organisation ont contribué à l'agacement du public, qui atteint son paroxysme lorsqu'une bouteille en verre frappe le visage de Miguel Abuelo, qui finit par chanter Himno de mi corazón le visage ensanglanté. Ils remportent un prix Konex quelques semaines après ce récital.
Le 21 avril 2012, Kubero Díaz et Alberto Lara, ex-Abuelos de la dernière et de la première formation respectivement, se sont réunis pour programmer un concert à Rosario, en une seule rencontre où ils ont présenté des chansons qui appartenaient à Los Abuelos dans les années 1980, dans la dernière étape, dans les années 1960 et d'autres qui n'ont jamais été publiées dans le groupe.
Lors du concert d'Andrés Calamaro dans la ville de Buenos Aires le 22 octobre 2016 dans le cadre du festival Personal Fest, Calamaro réunit Cachorro López, Daniel Melingo et Gustavo Bazterrica pour jouer des reprises de deux chansons de Los Abuelos de la Nada, No te enamores Nunca de Aquel Marinero Bengalí et Costumbres argentinas. À la fin des deux chansons, Calamaro dédie la performance à Miguel Abuelo.

## Discographie

### Albums studio
- 1982 : Los Abuelos de la Nada
- 1983 : Vasos y besos
- 1984 : Himno de mi corazón
- 1986 : Cosas mías
- 2021 : Los Abuelos y amigos

### Albums live
- 1985 : Los Abuelos en el Ópera (Universal Music Group)

### Singles
- 1968 : Oye niño / ¿Nunca te miró una vaca de frente?
- 1968 : Diana Divaga / Tema en Flu sobre el Planeta
- 1969 : La Estación
- 1982 : Sin gamulán / Tristeza de la ciudad
- 1982 : No te enamores nunca de aquel marinero bengalí
- 1982 : Guindilla Ardiente
- 1983 : Chalamán
- 1983 : Mil horas
- 1983 : Himno de mi corazón
- 1983 : Lunes por la madrugada
- 1985 : Mil horas
- 1985 : Costumbres argentinas
- 1985 : Zig Zag (vivo)
- 2020 : Himno de mi corazón (avec Hilda Lizarazu et Natalie Pérez)
- 2020 : Vivo en Perú
- 2020 : Mi Estrella y Yo
- 2020 : Un Río Crucé (avec Marcelo « Chocolate » Fogo)
- 2020 : Lunes por la madrugada (avec Manuel Moretti et Ricardo Mollo)
- 2020 : Costumbres argentinas (avec Benjamín Amadeo)

### Remixes et autres
- 1994 : Los Abuelos de la Nada 1 Remix
- 1995 : Los Abuelos de la Nada 2 Remix
- 1999 : 1982-1987: Himnos del corazón

### Clips
- 1982 : No te enamores nunca de aquel marinero bengalí
- 1982 : Ir a más
- 1986 : Cosas mías